# Jörn (namn)
Jörn är ett mansnamn. 
Namnsdag i Sverige var den 9 juli mellan 1986 och 1993. I den finlandssvenska namnsdagslängden har Jörn namnsdag 23 april sedan 1973.
- Jörn Beckmann – svensk militär
- Jörn Borowski – östtysk seglare
- Jörn Hammarstrand – svensk skribent
- Jörn Donner (1933–2020) , finlandssvensk författare, filmregissör, filmproducent, journalist och politiker
- Jörn Gripenberg – finländsk arkitekt
- Jörn Rausing (född 1960), svensk affärsman och miljardär
- Jörn Riel – dansk författare
- Jörn Svensson (1936–2021), svensk politiker och författare
- Jørn Utzon (1918–2008), dansk arkitekt, skapare av bl.a. operahuset i Sydney